# Renée Björling

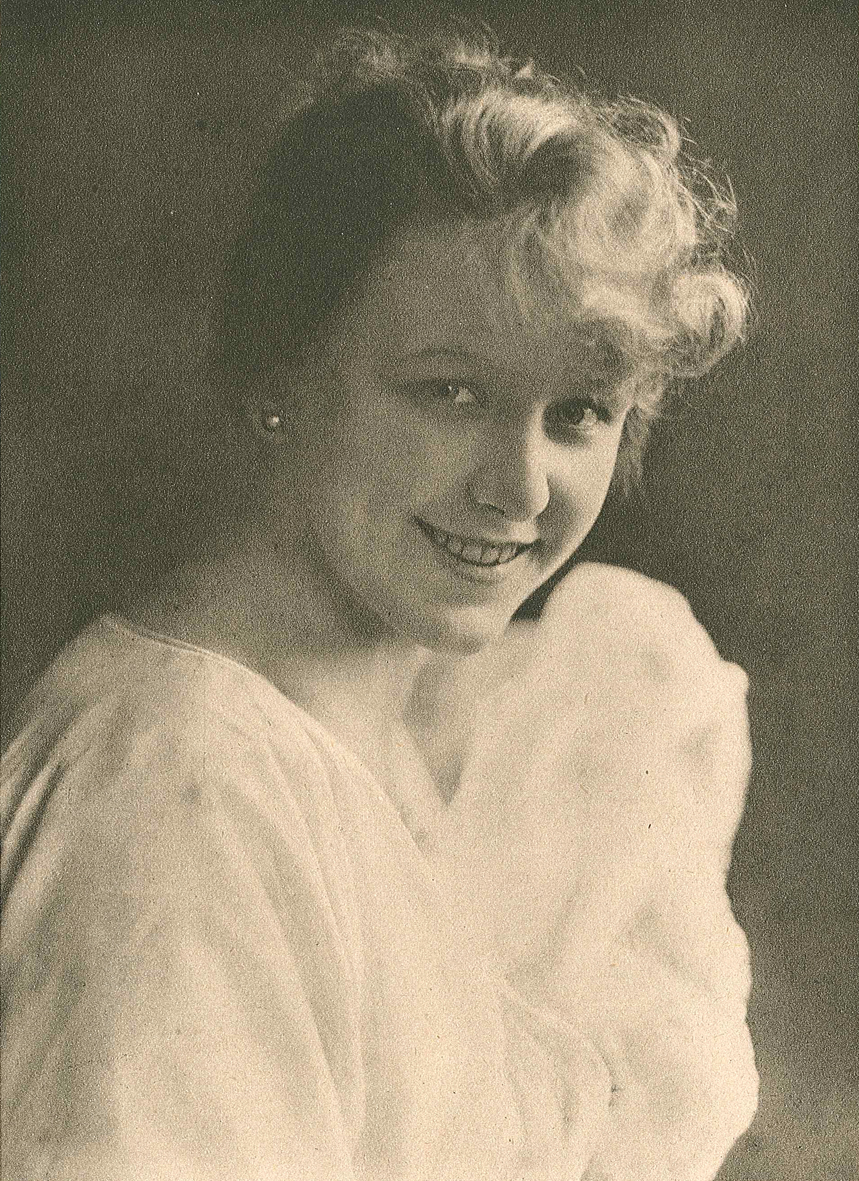
Renée Björling på ett foto i tidskriften Filmen 1919.

Renée Louise Björling, född 10 juli 1898 på Lovö, död 4 mars 1975 i Täby, var en svensk skådespelare.

## Biografi
Renée Björling var dotter till skådespelaren Manda Björling och kontorschefen Carl Olof Björling samt halvsyster till operasångaren Sigurd Björling och teaterchefen Johan Falck. Hon var faster till skådespelaren Olle Björling.
Renée Björling var 1925–1932 gift med kapten Gunnar Ursell med vilken hon fick dottern Monica (1926–1989). Hon är också mormors mor till operasångerskan Malena Ernman. Björling är begravd i minneslunden på Skogskyrkogården i Stockholm.

## Karriär

### Tidiga år hos Strindberg och stumfilmsdebut
Björling debuterade 1910, det år hon fyllde 12  som Bertha i Fadren av August Strindberg på hans Intima Teatern, där hennes mor var verksam som skådespelare. Under ledning av teaterns chef August Falck spelade hon och Anna Flygare, Fanny Falkner och andra varje säsong några av Strindbergs pjäser. De uruppförde fem av hans kammarspel. Björling fick i detta sällskap sin första sceniska erfarenhet.   
I väntan på att bli gammal nog för att gå  teaterskola debuterade hon 1912 även som stumfilmsskådespelare, i det som ännu var filmens barndom. Hon förevigade då Bertha i Anna Hofman-Uddgrens tidiga stumfilm Fadren.   
Samma år som Strindberg gick bort, 1912, samt året därpå tog Falck, som gift sig med Björlings mor, åter upp Fadren. Denna gång på gästspel på Fredriksbergsteatret i Köpenhamn och Renée Björling fick återigen gestalt Bertha.

### Dramatens elevskola
År 1915 antogs Björling på Dramatens elevskola i samma årskull som Uno Henning och Anders Henriksson. Hon i scenframställning av Maria Schildknecht som även undervisade i versläsning.
Samma år debuterade Björling, som förstaårselev, på Dramaten. Detta i rollen som  En profverska i komedin Äfventyret. Som elev medverkade hon i sju uppsättningar på Dramaten, i mindre roller. Hon spelade med akörer som var stora namn på 1800-talet, som Nils Personne - som även undervisade på elevskolan - Julia Håkansson, Augusta Lindberg och Thecla Åhlander. Hon medverkade i ett par av den tidens succépjäser, Pehr Staaffs Ett lysande parti och Frans Hedbergs komedi Blommor i drifbänk. 
År 1917 var hon med i urpremiären på Hjalmar Bergmans pjäs En skugga.

### Stora roller i Göteborg
Efter avslutad elevskola kom Björling till Göteborg där hon först var ett år vid Nya Teatern och därefter på Lorensbergsteatern där modern var engagerad. De spelade ihop som professionella skådespelare i Victorien Sardous komedi Madame Sans-Gêne. Renée Björling fortsatte med större roller som Grethe i Sil-Varas skådespel Kvinnan på fyrtio år, där hon spelade med Semmy Friedmann och Hilda Borgström.
År 1919 tog regissören Per Lindberg över Lorensbergsteatern. Under hans ledning spelade Björling rollen som Solveig i Ibsens Peer Gynt och Elisaveta i Leo Tolstojs drama Fedja tillsammans med Gabriel Alw. Hon gjorde två stora Shakespeareroller: Ofelia i Hamlet och Rosalind i komedin Som ni behagar, där Björling gjorde en av karriärens mest uppmärksammade prestationer på scen.

### Stumfilmsroller 1919–1925
Hon fick sitt stora genombott 1919 med rollen som Anne-Marie i Ivan Hedqvists Dunungen. Strax efter filmens premiär var hon omskriven i pressen och fanns på omslaget till filmtidningar. Man kunde under en tid skicka vykort med hennes bild på.
Samma år gjorde Björling också rollen som Kammarjungfrun Dortka i Victor Sjöströms film Klostret i Sendomir som hade premiär på 1920-talet första dag. Huvudrollen gjordes av Tora Teje, som Björling sedan ofta kom att arbeta med på Dramaten. Samarbetet med Hedqvist fortsatte och hon gjorde huvudrollen i de tre filmer han spelade in fram till 1924. Den första filmen var Carolina Rediviva och den andra var Vallfarten till Kevlaar. Den senare hade premiär 1921 och Björling spelade med sin mor. 
Fram till mitten av 1920-talet stod Björlings popularitet som stumfilmsskådespelare på topp och de fem goda åren fortsatte med titelrollen i Elis Ellis film Fröken Fob, 1923. Samma år spelade hon också i Per Lindbergs Norrtullsligan och året efter i Sigurd Walléns lustspel Halta Lena och vindögda Per. I den senare spelade Björling den vackra dottern Magda medan Dagmar Ebbesen gjorde systern Lena.          
I Carl XII:s kurir från samma år filmade Björling med Gösta Ekman, samtidigt som de båda gjorde huvudroller tillsammans på Svenska Teatern. Även Nils Asther, som arbetat i Tyskland och senare kom till Hollywood, var med i en stor roll.         
År 1925 gjorde hon med rollen som Anne-Charlotte von Stapelmohr i Elis Ellis Två konungar sin sista signifikanta roll i svensk stumfilm. Greta Garbos syster Alva Garbo gjorde med denna film sin enda filmroll.         

### Med Albert Ranfft och Pauline Brunius i Stockholm
Sommaren 1920 kom Björling tillbaka till Stockholm och hon skrev då kontrakt med Albert Ranft och började därefter i Svenska teaterns ensemble. Hon medverkade i ett flertal uppsättningar, ofta i publikdragande komedier, och spelade med teaterns stora stjärna Gösta Ekman. Björling och Ekman  gjorde huvudrollerna i André Picards komedi En herre i frack (1923) och året efter repriserade hon rollen som Elisaveta i Tolstojs Fedja, med Ekman i titelrollen.
Svenska teatern brann och totalförstördes i juni 1925, men innan dess spelade Björling i Herrn som kommer hem klockan 5 av de franska farsförfattarna Maurice Hennequin och Pierre Veber. Efter branden på Svenska teatern var hon en tid på Vasan innan Albert Ranft gick i konkurs 1926. Därefter blev hon istället anställd av Pauline Brunius som övertagit Oscarsteatern.

### Åter på Dramaten
Björling återvände till Dramaten hösten 1927, där hon tillhörde teaterns fasta ensemble under dryga 40 år. Hon gjorde där en nästintill obruten svit av roller varje år fram till 1971. Hon kom att spela totalt 140 roller under sin tid där. 
Den första av dessa var i Olof Molanders iscensättning av Jean Racines tragedi Fedra. Titelrollen gjordes av Tora Teje. Olof Molander fortsatte med Racines samtida kollega Molière när han i november satte upp Molières komedi Den inbillade sjuke med Olof Winnerstrand som Argan och Björling som hans dotter Angelique. I den uppsättningen gjorde också den 12-åriga Signe Larsson sin debut, mer känd under namnet Signe Hasso.
I december 1928 gjorde hon återigen Anne-Marie i Dunungen (hennes genombrott på film) och våren 1929 spelades återigen i Caillavets och de Flers komedi Äfventyret, i vilken hon gjort sin Dramatendebut 14 år tidigare. Denna gång gjorde hon rollen som  Hélène de Trévillac.  
Hösten 1930 efterträdde hon Harriet Bosse som Suzy Courtois i Marcel Achards komedi Topaze, följt av Margery i Somerset Maughams sofistikerade komedi Fadershjärtat. I den svenska premiären 1933 av Eugene O'Neills drama Klaga månde Elektra , i Olof Molanders regi, spelade hon med Märta Ekström, Lars Hanson, Tora Teje, Edvin Adolphson och Sven Bergvall.
Hon ersatte Märta Ekstöm som Lily Miller bara några veckor efter premiären av Ljuva ungdomstid (1935) av samtidens störste dramatiker Eugene O’Neill. Rollen som Muriel Mc Comber blev Signe Hassos stora genombott. I rollistan fanns också Gunn Wållgren, Gunnar Björnstrand och Marianne Löfgren.
Värda att nämnas är även Grevinnan de Jargean i Den gröna fracken mot Anders de Wahl och Marianne Sinclair i Gösta Berlings saga. På hösten 1937 spelade hon Ethel i publiksuccén En sån dag! av Dodie Smith med bland annat Tora Teje, Inga Tidblad, Hjördis Petterson, Gunn Wållgren, Signe Hasso och Tollie Zellman. Hon övertog efter en tid över Tejes roll Dorothy. 

### De första talfimsrollerna
År 1932 gjorde Björling talfilmsdebut med rollen som Astrid Beck i Gustaf Molanders lustspelsfilm Vi som går köksvägen. Carl Barcklind, Tutta Rolf och operettstjärnan Emma Meissner var med i filmen. Parallellt med inspelningen gjordes en inspelning av filmen i en norsk version: Vi som går kjøkkenveien där Björling gjorde sin första roll på norska.
Det kom att bli Renée Björlings enda filmroll/filmroller fram till 1941 då hon spelade i Gustaf Molanders film Striden går vidare. I Ragnar Falcks film Släkten är bäst från 1944 spelade hon Sigurd Walléns hustru vid sidan om Eivor Landström, Frank Sundström och Dagmar Ebbesen. Hon medverkade också i Rune Carlstens Den allvarsamma leken 1945.

### Tio år med Brunius på Dramaten
År 1938 blev Pauline Brunius Dramatenchef och slog på stort med Clare Boothes pjäs Kvinnorna. Björling som gjorde Nancy Blake var nu omgiven av nästan alla sina kollegor: Karin Kavli, Märta Ekström, Anna Lindahl, Hjördis Petterson, Signe Enwall, Frida Winnerstrand, Gunn Wållgren, Lisskulla Jobs, Dora Söderberg, Tollie Zellman, Harriet Bosse och många andra. Björling fyllde 40 samma år men gjorde ändå framträdande biroller som Hélène i Paul Armonts komedi Bridgekungen och Kleone i Racines tragedi Andromake med Märta Ekström. Hon gjorde Fru Karmach i Kjeld Abells Anna Sophie Hedvig med Anna Lindahl i titelrollen. 
Året därpå, 1941, gjorde hon rollen som Frida mot Tora Teje i Dramatens första uppsättning av Hjalmar Bergmans Farmor och vår herre. De båda damerna kom i sina roller att tampas med varandra i totalt mer än 100 föreställningar, för pjäsen kom tillbaka 1958.
Björling kom att få ägna en del av den återstående karriären med att spela mödrar, fruar och äldre systrar som varvades med abedissor, grevinnor, markisinnor, rådinnor, hertiginnor och friherrinnor. Men Björling kreerade utöver det 1945 rollen som En gumma i Alf Sjöbergs uppsättning Flugorna av Sartre med Mai Zetterling som Elektra.
År 1946 var hon med i en av de största succéerna under Brunius chefstid: George Bernard Shaws komedi Mannen och hans överman i Göran Genteles regi som visades  132 gånger. Björling gjorde rollen som änkan Mrs Whitefield med Gunnel Broström som dottern Ann Whitefield. Med rollen som Albina i Britannicus fick hon för tredje gången spela i en tragedi av Jean Racine, med Olof Bergström i titelrollen, Gunnel Broström som Junia, Holger Löwenadler som kejsar Nero och Tora Teje som Agrippina.  
Ragnar Josephson efterträdde Pauline Brunius 1948 och samma höst gjorde Mimi Pollak sin första iscensättning och blev därmed Dramatens första kvinnliga regissör. Våren 1949 gjorde Björling rollen som Modern i Strindbergs Leka med elden i regi av Pollaks. De två kom att arbeta tillsammans åtskilliga gånger under återstoden av deras gemensamma tid på Dramaten. 
På 1940-talet inledde Renée Björling sin bana som pedagog på Dramatens elevskola. Där ägnade hon sig framförallt åt undervisa i talteknik, textanalys och läsning av vers. Vad hennes egen scenkarriär anbelangar så kom den även fortsättningsvis att till största del bestå av biroller, men hon medverkade likväl i flera minnesvärda uppsättningar. 

### 1950-talet
År 1950 var det Björlings tur att göra Bergsrådinnan i Dunungen när andraårseleven Ingrid Thulin som Anne-Marie gjorde en av sina första stora uppgifter. Och när Alf Sjöberg året därpå satte upp i Amorina av Almqvist med Anita Björk i titelrollen, var Björling och kollegan från elevskolan Hans Strååt omgivna av elever från de senaste årskullarna. 
Björling var under en tid på Dramaten och på film allas moder. När hon 1952 gjorde Mrs Higgins i Shaws Pygmalion var hon till och med den 12 år äldre Lars Hansons moder. Året därpå var hon Professorskan Kanning i Hjalmar Söderbergs pjäs Gertrud med Eva Dahlbeck i titelrollen och Holger Löwenadler som Kanning. Samma år var hon också med som Apollons prästinna i Molanders monumentala uppsättning Orestien av Aischylos.
Hon gjorde Vojnitskaja i Per-Axel Branners iscensättning sv Tjechovs Onkel Vanja (1955) med Anders Ek som Vanja, Jarl Kulle som Astrov och Gunn Wållgren som Sonja. När Branner året efter satte upp Siwertz Ett brott, återförenades Björling i birollerna med Carl-Gunnar Wingård. År 1958 kom så Farmor och vår herre tillbaka där de båda aktriserna Teje och Björling fick briljera i sina roller.
Sedan följde Miss Prism i Oscar Wildes Mister Ernest, Fru Helseth i Ibsens Rosemerholm, Städerskan i Vilhelm Mobergs Nattkyparen och när Sif Ruud lämnade Hans nåds testamente fick Björling ta över hushållerskan Fru Enbergs roll. Olof Sandborg gjorde Hans nåd och som betjänten Johnsson gjorde Adolf Jahr ett gästspel på Dramaten.
År 1959 stod Renée Björling återigen på Oscarsteaterns scen när succémusikalen My Fair Lady hade nordisk premiär med Ulla Sallert och Jarl Kulle som Elliza och Henry Higgins. Björling gjorde Mrs Higgins med Georg Funkquist som Pickering medan Eric Stolpe gjorde Alfred Doolittle. 

### De sista åren på Dramaten
Ingmar Bergman blev teaterchef 1963 och satte återigen teaterns kvinnor i en samma pjäs: Harry Martinsons Tre knivar från Wei, där Inga Tidblad, Marianne Aminoff och Jane Friedmann hade huvudrollerna. Björling gjorde den inte obetydliga rollen som Hertiginnan av Wei med 22 andra kvinnor. Föreställningen hade premiär i juni 1964.
År 1964 fick hon också rollen som Juliane Tesman i Bergmans uppsättning av Ibsens Hedda Gabler med Gertrud Fridh i titelrollen. Med den uppsättningen fick Björling gästspela på Svenska Teatern i Helsingfors, Hebbel Theater i Berlin och på Aldwych Theatre i London. Nu hade Björling egentligen gått i pension men arbetade oförtrutet vidare, inte minst på elevskolan där hon och kollegan Sif Ruud undervisade den allra sista årskullen 1962–1965 med Lars Amble, Börje Ahlstedt, Per Ragnar, Evabritt Strandberg och Björlings adept Anita Wall. Hon instruerade Anita Wall i Arthurs svåra monolog i Shakespeares tragedi Kung John.  
När Erland Josephson 1968 tog över Dramaten blev han Renée Björlings åttonde chef. Mimi Pollak sätte upp Georges Feydeaus fars Leva loppan med Catrin Westerlund och Jan-Olof Strandberg i huvudrollerna. Björling fick Olympe Ferrailon på sin lott. Hon medverkade också bland annat i Schillers Don Carlos och i Strindbergs Drömspelet (Ett drömspel) i regi av Ingmar Bergman.
På hösten 1971 tog Renée Björling avsked från Dramaten – den teater i vars tjänst hon tillbringat i det närmaste ett halvt sekel – med rollen som Andra kvinnan i Euripides Trojanerna, där hon spelade med sin tidigare elev och kollega Anita Wall som kreerade Helena.   

### Filmroller
Björling gjorde i början på 1950-talet småroller i fyra filmer med Ingmar Bergman; Sommarlek (1951), Sommaren med Monika (1952) En lektion i kärlek (1954) där hon som Svea Erneman ändå hade en signifikant biroll och i Kvinnodröm året därpå.
I Kenne Fants Så tuktas kärleken (1955) var hon och Douglas Håge föräldrar till Folke Sundquist och i Alf Kjellins första långfilm Flickan i regnet från samma år spelade hon rektor för den internatskola för unga flickor där handlingen tilldrar sig. 
År 1960 kom hennes två sista filmer: Rolf Husbergs Av hjärtans lust som bygger på Karl Ragnar Gierows pjäs med samma namn och som spelades på Dramaten 1945. Då gjorde hon rollen som Friherrinnan Aurora, samma roll som i filmen. Björlings filmkarriär avslutades med Hasse Ekmans film Kärlekens decimaler där hon gjorde Eva Hennings moder.
Hon debuterade på TV-teatern 13 september 1957 med en direktsänd föreställning av en pjäs skriven för TV Else Fishers Porslinsfröken som Hans Abramson satte upp med Renée Björling som Fröken Anna Petrell, Elsa Ebbesen som Fru Andersson, portvakt, Per Sjöstrand som Herr Uno, marionettmakare och Britt Olofsson som Fröken Karin Hyrén, inneboende hos Petrell.
År 1968 återkom hon till TV-teatern då hon för tredje gången gjorde Mrs Higgins i Pygmalion/My Fair Lady. Eliza gjordes av Harriet Andersson medan Higgins spelades av Gunnar Björnstrand. I övriga roller syntes Olof Widgren, Olof Thunberg, Barbro Hiort af Ornäs, Inga Gill och Anita Wall.

## Filmografi i urval
- 1912 – Fadren
- 1919 – Dunungen
- 1920 – Klostret i Sendomir
- 1920 – Carolina Rediviva
- 1921 – En vildfågel
- 1921 – Vallfarten till Kevlaar
- 1923 – Norrtullsligan
- 1923 – Fröken Fob
- 1924 – Halta Lena och vindögda Per
- 1924 – Carl XII:s kurir
- 1924 – Livet på landet
- 1925 – En afton hos Gustaf III på Stockholms slott
- 1925 – Två konungar
- 1926 – Charleys tant
- 1928 – Gustaf Wasa del I
- 1932 – Vi som går köksvägen
- 1933 – Vi som går kjøkkenveien
- 1941 – Striden går vidare
- 1944 – Jag är eld och luft
- 1944 – Släkten är bäst
- 1945 – Den allvarsamma leken
- 1946 – Brita i grosshandlarhuset
- 1950 – Mamma gör revolution
- 1951 – Sommarlek
- 1952 – Trots
- 1953 – Flickan från Backafall
- 1953 – Sommaren med Monika
- 1953 – Vingslag i natten
- 1954 – Simon syndaren
- 1954 – En lektion i kärlek
- 1955 – Så tuktas kärleken
- 1955 – Flickan i regnet
- 1955 – Giftas
- 1955 – Kvinnodröm
- 1956 – Sceningång
- 1956 – Det är aldrig för sent
- 1957 – Nattens ljus
- 1958 – Kvinna i leopard
- 1960 – Av hjärtans lust
- 1960 – Kärlekens decimaler

## Teater

### Roller (ej komplett)
| År   | Roll                                                                  | Produktion                                                           | Regi                         | Teater                     |
| ---- | --------------------------------------------------------------------- | -------------------------------------------------------------------- | ---------------------------- | -------------------------- |
| 1915 | En proverska                                                          | Äventyret Gaston Arman de Caillavet och Robert de Flers              | Karl Hedberg                 | Dramaten                   |
| 1922 | Ethel Warren                                                          | Damernas egen Leo Dietrichstein                                      |                              | Svenska teatern, Stockholm |
| 1923 |                                                                       | En herre i frack André Picard                                        | Nils Johannisson             | Svenska teatern, Stockholm |
| 1923 | Marianne Sinclaire                                                    | Gösta Berlings saga Selma Lagerlöf                                   | Gunnar Klintberg             | Svenska teatern, Stockholm |
| 1924 |                                                                       | Det levande liket Leo Tolstoj                                        | Gunnar Klintberg             | Svenska teatern, Stockholm |
| 1924 |                                                                       | Charites porträtt Einar Christiansen                                 | Pauline Brunius              | Svenska teatern, Stockholm |
| 1925 | Angèle                                                                | Herrn som kommer klockan 5 Maurice Hennequin och Pierre Veber        | Knut Nyblom Albert Ranft     | Svenska teatern            |
| 1925 |                                                                       | Alarmklockan Maurice Hennequin och Romain Coolus                     | Gunnar Klintberg             | Vasateatern                |
| 1925 |                                                                       | Brutna vingar Pierre Wolff                                           | Gunnar Klintberg             | Vasateatern                |
| 1926 | Sybil Tenderden                                                       | Vad varje kvinna vet J. M. Barrie                                    | Pauline Brunius              | Oscarsteatern              |
| 1926 | Fru Lotta Enterfelt                                                   | Svenska Sprätthöken Carl Gyllenborg                                  | Rune Carlsten                | Oscarsteatern              |
| 1926 | Rote                                                                  | Sanningens pärla Zacharias Topelius                                  | Rune Carlsten                | Oscarsteatern              |
| 1926 | Bruden                                                                | Lycko-Pers resa August Strindberg                                    | Rune Carlsten                | Oscarsteatern              |
| 1927 | Mary                                                                  | Hennes sista bedrift Frederick Lonsdale                              | Pauline Brunius              | Oscarsteatern              |
| 1927 |                                                                       | Pecks äventyr Kaja Widegren                                          | Rune Carlsten                | Oscarsteatern              |
| 1927 | Birgit Römer                                                          | Geografi och kärlek Bjørnstjerne Bjørnson                            | John W. Brunius              | Oscarsteatern              |
| 1927 | Bianca                                                                | Så tuktas en argbigga William Shakespeare                            | Gösta Ekman Johannes Poulsen | Oscarsteatern              |
| 1927 | Angelique                                                             | Den inbillade sjuke Molière                                          | Olof Molander                | Dramaten                   |
| 1928 | Fru Sarkany                                                           | Försvarsadvokaten Ferenc Molnar                                      | Karl Hedberg                 | Dramaten                   |
| 1929 | Helène de Trévillac                                                   | Äventyret Gaston Arman de Caillavet och Robert de Flers              | Karl Hedberg                 | Dramaten                   |
| 1930 | Suzy Courtois                                                         | Topaze Marcel Pagnol                                                 | Gustaf Linden                | Dramaten                   |
| 1930 | Maria Credaro                                                         | Ungkarlspappan Edward Childs Carpenter                               | Olof Molander                | Dramaten                   |
| 1931 | Margery                                                               | Fadershjärtat W. Somerset Maugham                                    | Alf Sjöberg                  | Dramaten                   |
| 1931 | Miss Tox                                                              | Pickwick-klubben František Langer efter Charles Dickens              | Olof Molander                | Dramaten                   |
| 1932 | Christiane                                                            | Fröken Jacques Deval                                                 | Olof Molander                | Dramaten                   |
| 1932 | En mager ängel Första kvinnan                                         | Guds gröna ängar Marc Connelly                                       | Olof Molander                | Dramaten                   |
| 1933 | Zeba                                                                  | Guds gröna ängar Marc Connelly                                       | Olof Molander                | Dramaten                   |
| 1933 | Kristina                                                              | Mäster Olof August Strindberg                                        | Olof Molander                | Dramaten                   |
| 1934 | Julia                                                                 | Rivalerna Richard Brinsley Sheridan                                  | Alf Sjöberg                  | Dramaten                   |
| 1934 | Hélène                                                                | Den italienska halmhatten Eugene Labiche                             | Olof Molander                | Dramaten                   |
| 1935 | Märta Åvik                                                            | Kvartetten som sprängdes Birger Sjöberg                              | Rune Carlsten                | Dramaten                   |
| 1935 | Lily Miller                                                           | Ljuva ungdomstid Eugene O'Neill                                      | Rune Carlsten                | Dramaten                   |
| 1935 | Grevinnan de Jargean                                                  | Den gröna fracken Gaston Arman de Caillavet                          | Rune Carlsten                | Dramaten                   |
| 1937 | Asta Klement                                                          | Skönhet Sigfrid Siwertz                                              | Alf Sjöberg                  | Dramaten                   |
| 1937 | Faster Misse                                                          | Eva gör sin barnplikt Kjeld Abell                                    | Rune Carlsten                | Dramaten                   |
| 1937 | Aslaug                                                                | Vår ära och vår makt Nordahl Grieg                                   | Alf Sjöberg                  | Dramaten                   |
| 1937 | Ethel Dorothy                                                         | En sån dag! Dodie Smith                                              | Rune Carlsten                | Dramaten                   |
| 1938 | Nancy Blake                                                           | Kvinnorna Clare Boothe Luce                                          | Rune Carlsten                | Dramaten                   |
| 1939 | Hélène                                                                | Bridgekungen Paul Armont och Léopold Marchand                        | Rune Carlsten                | Dramaten                   |
| 1939 | Edna Randolph                                                         | Guldbröllop Dodie Smith                                              | Carlo Keil-Möller            | Dramaten                   |
| 1940 | Värdinnan                                                             | Den lilla hovkonserten Toni Impekoven och Paul Verhoeven             | Rune Carlsten                | Dramaten                   |
| 1942 | Julia Naughton, Davids svägerska                                      | Claudia Rose Franken                                                 | Carlo Keil-Möller            | Dramaten                   |
| 1942 | Rena Leslie                                                           | Ut till fåglarna George S. Kaufman och Moss Hart                     | Alf Sjöberg                  | Dramaten                   |
| 1943 | Markisinnan de Chamarande                                             | Kungen Robert de Flers, Emmanuel Arène och Gaston Arman de Caillavet | Rune Carlsten                | Dramaten                   |
| 1944 | Etatsrådinnan Herming                                                 | Innanför murarna Henri Nathansen                                     | Carlo Keil-Möller            | Dramaten                   |
| 1945 | Friherrinnan Aurore Sinclair                                          | Av hjärtans lust Karl Ragnar Gierow                                  | Rune Carlsten                | Dramaten                   |
| 1948 | Malena Sänghalm, sköka                                                | De vises sten Pär Lagerkvist                                         | Alf Sjöberg                  | Dramaten                   |
| 1948 | Ivy, Amys yngre syster                                                | Släktmötet T S Eliot                                                 | Alf Sjöberg                  | Dramaten                   |
| 1949 | Elizabeth Boleyn                                                      | En dag av tusen Maxwell Anderson                                     | Olof Molander                | Dramaten                   |
| 1950 | Baronessan de la Berche                                               | Chéri Colette                                                        | Mimi Pollak                  | Dramaten                   |
| 1951 | Sara, mäster Petrus syster, klockarfru i Turinge Den nya husmamsellen | Amorina Carl Jonas Love Almqvist                                     | Alf Sjöberg                  | Dramaten                   |
| 1952 | Modern                                                                | Furierna Enrique Suáres de Deza                                      | Arne Ragneborn               | Dramaten                   |
| 1959 | Mrs Higgins                                                           | My Fair Lady Frederick Loewe och Alan Jay Lerner                     | Sven Aage Larsen             | Oscarsteatern              |
| 1960 | Abbedissan                                                            | Till Damaskus, del I August Strindberg                               | Olof Molander                | Dramaten                   |
| 1962 | Jane                                                                  | Resan (Le voyage) Georges Schehadé                                   | Alf Sjöberg                  | Dramaten                   |
| 1963 | Flora                                                                 | Sagan Hjalmar Bergman                                                | Ingmar Bergman               | Dramaten                   |
| 1964 | Juliane Tesman                                                        | Hedda Gabler Henrik Ibsen                                            | Ingmar Bergman               | Dramaten                   |
| 1964 | Hertiginnan av Wei                                                    | Tre knivar från Wei Harry Martinson                                  | Ingmar Bergman               | Dramaten                   |
| 1965 | Yvonnes tant                                                          | Yvonne, prinsessa av Bourgogne Witold Gombrowicz                     | Alf Sjöberg                  | Dramaten                   |
| 1967 | Modern                                                                | Flickan i Montreal Lars Forssell                                     | Jackie Söderman              | Dramaten                   |
| 1969 | Molly                                                                 | Tolvskillingsoperan Kurt Weill och Bertolt Brecht                    | Alf Sjöberg                  | Dramaten                   |

## Radioteater
| År   | Roll                            | Produktion                                  | Regi        |
| ---- | ------------------------------- | ------------------------------------------- | ----------- |
| 1951 | Skeppsredareänkan Elsa Lennberg | Hillman & Son: Matt med damen Folke Mellvig | Lars Madsén |